# Euxoa piniae
Euxoa piniae är en fjärilsart som beskrevs av John S. Buckett och Bauer 1964. Euxoa piniae ingår i släktet Euxoa och familjen nattflyn. Inga underarter finns listade i Catalogue of Life.